# Старк (округ, Огайо)
Округ Старк (англ. Stark County) располагается в штате Огайо, США. Официально образован 13 февраля 1808 года. По состоянию на 2010 год, численность населения составляла 375 586 человека.

## География
По данным Бюро переписи США, общая площадь округа равняется 1 503,574 км2, из которых 1 489,951 км2 суша и 13,623 км2 или 0,910 % это водоёмы.

## Города
- Кантон (Огайо)
- Норт-Кантон (Огайо)
- Луисвилл (Огайо)

## Население
По данным переписи населения 2000 года в округе проживает 378 098 жителей в составе 148 316 домашних хозяйств и 102 782 семей. Плотность населения составляет 253,00 человека на км2. На территории округа насчитывается 157 024 жилых строений, при плотности застройки около 105-ти строений на км2. Расовый состав населения: белые — 90,28 %, афроамериканцы — 7,20 %, коренные американцы (индейцы) — 0,24 %, азиаты — 0,54 %, гавайцы — 0,02 %, представители других рас — 0,29 %, представители двух или более рас — 1,43 %. Испаноязычные составляли 0,92 % населения независимо от расы.
В составе 31,00 % из общего числа домашних хозяйств проживают дети в возрасте до 18 лет, 54,20 % домашних хозяйств представляют собой супружеские пары проживающие вместе, 11,50 % домашних хозяйств представляют собой одиноких женщин без супруга, 30,70 % домашних хозяйств не имеют отношения к семьям, 26,10 % домашних хозяйств состоят из одного человека, 10,90 % домашних хозяйств состоят из престарелых (65 лет и старше), проживающих в одиночестве. Средний размер домашнего хозяйства составляет 2,49 человека, и средний размер семьи 3,00 человека.
Возрастной состав округа: 24,80 % моложе 18 лет, 8,30 % от 18 до 24, 27,80 % от 25 до 44, 24,00 % от 45 до 64 и 24,00 % от 65 и старше. Средний возраст жителя округа 38 лет. На каждые 100 женщин приходится 92,40 мужчин. На каждые 100 женщин старше 18 лет приходится 88,40 мужчин.
Средний доход на домохозяйство в округе составлял 39 824 USD, на семью — 47 747 USD. Среднестатистический заработок мужчины был 37 065 USD против 23 875 USD для женщины. Доход на душу населения составлял 20 417 USD. Около 6,80 % семей и 9,20 % общего населения находились ниже черты бедности, в том числе — 12,90 % молодежи (тех, кому ещё не исполнилось 18 лет) и 6,60 % тех, кому было уже больше 65 лет.